# Patinatge artístic als Jocs Olímpics d'estiu de 1920 - Parelles
La competició per parelles va ser una de les tres proves del programa de patinatge artístic disputades durant els Jocs Olímpics d'Anvers de 1920. La prova es va disputar el 26 d'abril de 1920 al Palau de gel d'Anvers i hi van prendre part 16 patinadors de 6 nacions diferents.

## Medallistes
| Or                                             | Plata                            | Bronze                                     |
| FinlàndiaLudowika Jakobsson · Walter Jakobsson | NoruegaAlexia Bryn · Yngvar Bryn | Regne UnitPhyllis Johnson · Basil Williams |

## Resultats
| Posició | Nonm                                  | País         | Punts | Punts totals |
| ------- | ------------------------------------- | ------------ | ----- | ------------ |
| 1       | Ludowika Jakobsson / Walter Jakobsson | Finlàndia    | 7.0   | 80,75        |
| 2       | Alexia Bryn / Yngvar Bryn             | Noruega      | 15.5  | 72,75        |
| 3       | Phyllis Johnson / Basil Williams      | Regne Unit   | 25.0  | 66,25        |
| 4       | Theresa Weld / Nathaniel Niles        | Estats Units | 28.5  | 62,50        |
| 5       | Ethel Muckelt / Sydney Wallwork       | Regne Unit   | 34.0  | 61,25        |
| 6       | Georgette Herbos / Georges Wagemans   | Bèlgica      | 41.5  | 56,00        |
| 7       | Simone Sabouret / Charles Sabouret    | França       | 45.5  | 56,25        |
| 8       | Madeleine Beaumont / Kenneth Beaumont | Regne Unit   | 55.0  | 48,25        |

Àrbitre:
- Victor Lundquist

Jutges:
- Louis Magnus
- Knut Ørn Meinich
- Eudore Lamborelle
- Herbert Yglesias
- Alfred Mégroz
- August Anderberg
- Sakari Ilmanen